# Хінґіла I
Хінґіла I (*χιγγιλο; д/н — бл. 490) — 1-й хушнаваз (верховний вождь) й магашахі (великий володар) імперії ефталітів і алхон-гунів в Траноксіані, Тохаристані й Гандхарі близько 440—490 років. В перських джерелах відомий як Шенгіл та Ахшунвар, китайців — Цзіньцзіла

## Життєпис
Походив з роду вождів алхон-гуннів. Отримав владу десь близько 440 року. Його попередник вождь алхон-гуннів невідомий. В цей час остаточно занепадає держава хіонітів Юебань, а союз західний хіонітів фактично розпадається. Втім Хінґіла зумів об'єднати частину західних хіонітів, зокрема ефталітів та алхон-гуннів, заснувавши тим самим нову державу.
Суперником спочатку вбачав в державі хіонітів-кідаритів, що запанували в Тохаристані. Тому було укладено союз із Сасанідською державою. 459 року відправив військо під проводом молодшого хана Мегама, який допоміг захопити владу Перозу. В цей же час згідно Захарія Мітіленського Хінґіла I завдав поразки племенам савірів (мешкали вздовж річки Урал), що вимушені були мігрувати на захід.
У 466—468 роках військо ефталітів і алхон-гуннів завдало поразки кушаншаху Гобозіко з кідаритів. В результаті було захоплено значну частину Тохаристану. Рештки кідаритів відступили до Індостану. Також з огляду на розпад племенних союзів на сході Хінґіла I відправив війська й туди. Як наслідок держава ефталітів розширила володіння від Хотана до Амудар'ї.
Втім невдовзі вступив у конфлікт з перським шахиншахом. 470 року Пероз атакував володіння Хінґіли I. Уникаючи відкритого бою, останній намагався заманити персів у пастку — військо ефталітів почало відступати довгою гірською дорогою, що закінчувалася тупиком. Щойно перси пройшли вглиб гір, як на них миттєво напали з фронту й тилу і «взяли в лещата» ефталіти. Володар ефталітів зголосився помилувати шахиншаха та його військо за умови сплати значних коштів, визнання існуючих кордонів та заборони персам перетинати межі Ефталітської держави. Аби уникнути повного розгрому та смерті, Пероз прийняв запропоновані умови миру, передав місто Талакан з областю. Оскільки не зміг швидко зібрати викуп, то був вимушений віддати сина Кавада в заручники на 2 роки.
Ймовірно у 480-х роках фактично панував молодший хан Мегама. Саме він у 484 році переміг та стратив шахиншаха Пероза. Водночас інший молодший хан Джавуха підкорює Гандхару, яку було віднято в кідаритів.
Помер Хінґіла I близько 490 року. Йому спадкував Мегама.